# Breakers Hotel
Le Breakers Hotel  est un hôtel de luxe historique de style néo-Renaissance comportant 538 chambres. Il est établi au 1 South County Road à Palm Beach, en Floride (États-Unis).  

## Histoire
D'abord dénommé Palm Beach Inn, l'hôtel est ouvert le 16 janvier 1896 par le magnat des affaires Henry Flagler pour accueillir les voyageurs de son Florida East Coast Railway. L'établissement occupait la partie en bord de mer du terrain de l'hôtel Royal Poinciana, que Flagler avait ouvert en 1894 près de la lagune du lac Worth, face à la voie navigable intérieure. Les clients ont commencé à demander des chambres « over by the breakers » (avec vue sur la vague), c'est pourquoi Flagler l'a renommé The Breakers Hotel en 1901. 

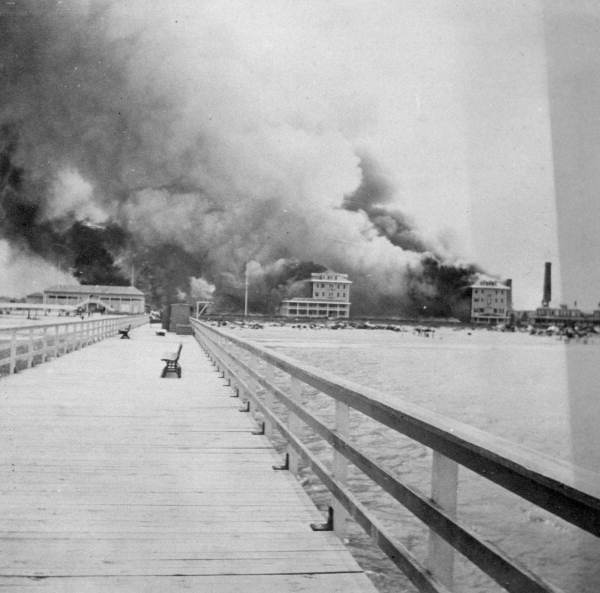
L'hôtel en feu, le 9 juin 1903.

L'hôtel, construit en bois, brûle le 9 juin 1903, après quoi il et reconstruit, ouvrant le 1er février 1904. Le prix des chambres commençaient à 4 $ par nuit, y compris trois repas par jour (en 2018, le prix commençaient à 1 050 $ par nuit). Après l'incendie, Flagler interdit les véhicules motorisés sur la propriété, les clients étant véhiculés par des employés entre les deux hôtels dans des fauteuils roulants. Le terrain comportait un parcours de golf de neuf trous. 

## Incendie de 1925
Douze ans après la mort de Flagler, le Breakers Hotel brûle à nouveau, le 18 mars 1925, à cause d'un fer à friser électrique qui avait été laissé allumé. Le cabinet d'architectes embauché par les héritiers de Flagler, Schultze & Weaver, s'inspire pour ce nouveau bâtiment de 550 chambres de la Villa Médicis à Rome, en Italie.   
Les entrepreneurs décident d'abandonner la construction en bois pour du béton ignifuge. Construit par 1 200 ouvriers du bâtiment, l'hôtel rouvre le 29 décembre 1926, avec un grand succès. Le plafond du hall est peint par Alexander Bonanno, un artiste new-yorkais de formation classique qui a enseigné à Cooper Union. L'hôtel a influencé le style de l'hôtel Nacional à La Havane, Cuba. 

Plan de l'hôtel.

## Monument historique
Le Breakers Hotel est inscrit au registre national des lieux historiques en 1973.     
Le 18 avril 2012, le Florida Chapter de l'AIA a classé l'hôtel septième sur sa liste de Florida Architecture: 100 Years. 100 Places. Aujourd'hui, l'hôtel et le domaine occupent 57 hectares au bord de l'océan Atlantique.